# Largeur équivalente

Diagramme montrant ce qu'est la largeur équivalente d'une raie. La surface verte est égale à la surface rose

En astronomie, la largeur équivalente d'une raie d'un spectre d'une étoile est la mesure de la surface comprise dans la raie spectrale. Son nom vient du fait qu'elle correspond à la largeur d'une raie ayant la même surface, mais qui aurait une forme rectangulaire et allant du continu jusqu'à 0. La comparaison des largeurs équivalentes de plusieurs éléments atomiques dans les spectres des étoiles permet de déterminer leurs abondances, i.e. les proportions de ces éléments dans l'atmosphère de l'étoile.
Formellement, la largeur équivalente est donnée par l'expression
{\displaystyle W_{\lambda }={\frac {1}{F_{0}}}\int (F_{0}-F_{\lambda })d\lambda }.
{\displaystyle F_{0}} représente l'intensité du continu de chaque côté de la raie, et {\displaystyle F_{\lambda }} l'intensité de la raie à la longueur d'onde {\displaystyle \lambda }. Notons que lorsque l'on évalue cette intégrale pour une raie d'émission, on considère alors la valeur absolue. 